# Giulio Passaglia

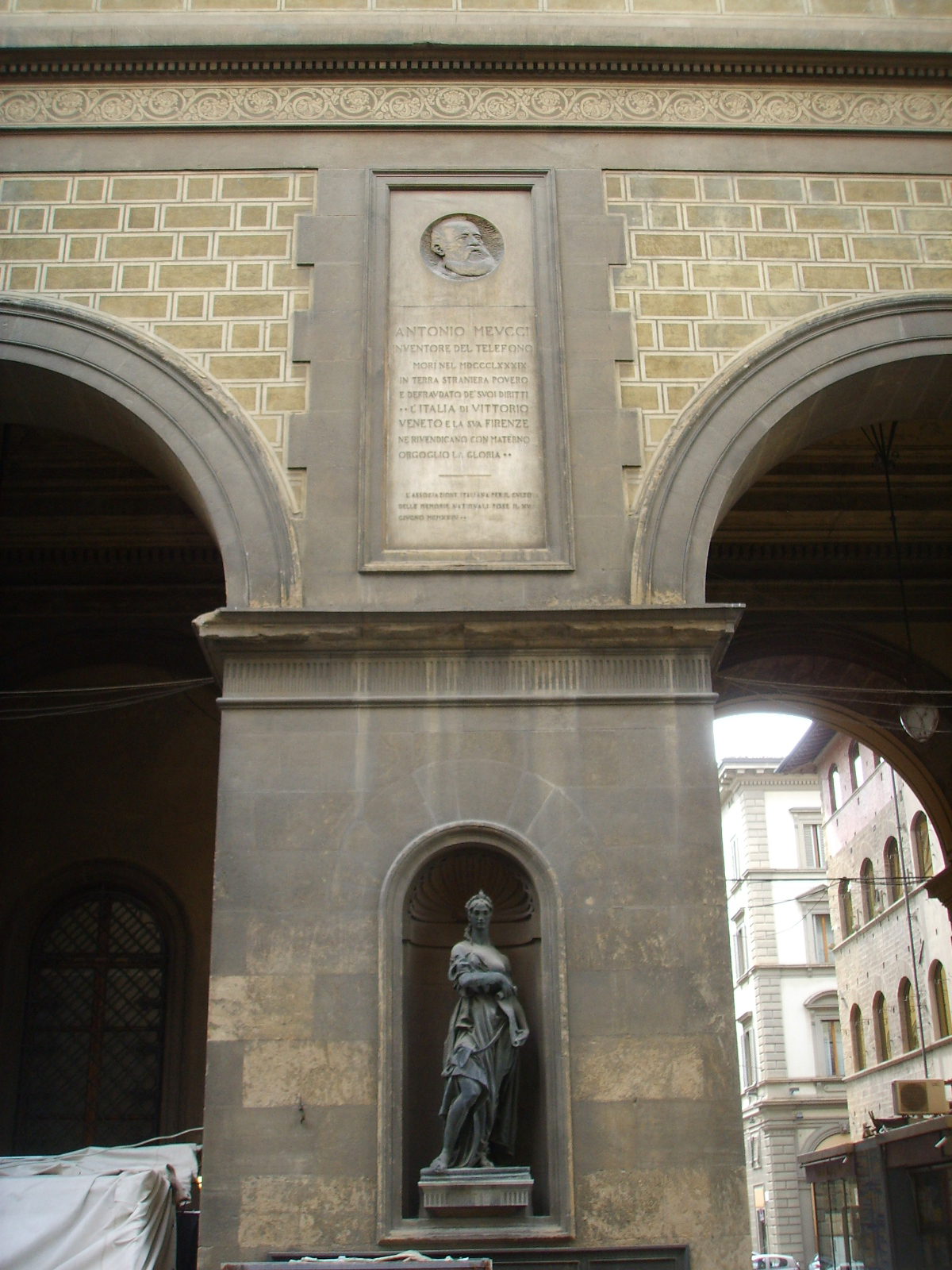
Statua allegorica, palazzo delle Poste centrali (Firenze)

Giulio Passaglia (Firenze, 1879 – Firenze, 1956) è stato uno scultore italiano.

## Biografia
Figlio d'arte - suo padre era il noto Augusto Passaglia - si formò nella sua città e fu un attivo scultore soprattutto di monumenti funebri e di memorie della prima guerra mondiale, che nel corso degli anni venti andavano a riempire tutte le città italiane. Un esempio è quello del Liceo Michelangelo e Firenze.